# Sant Lliser de Virós
Sant Lliser, o Lleïr, de Virós és una ermita romànica de l'antic poble de Virós, en el terme municipal d'Alins, a la comarca del Pallars Sobirà, a la Vall Ferrera. Es troba a més d'un quilòmetre i mig en línia recta (uns 3 per la carretera del Bosc de Virós) al sud-est del poble d'Araós, al costat nord-oest de les Bordes de Virós.

## Descripció
Es tracta d'un espai rectangular, sense absis ni capçalera, amb dues finestres d'una sola esqueixada, una al mur de llevant (paredada) i una altra al mur sud. A ponent trobem una finestra, d'una sola esqueixada, i la porta que per dintre presenta una llinda de fusta mentre a l'exterior mostra un arc aplanat i ultrapassat. En la restauració de 1985 es reconstruí la coberta, d'embigat de fusta i el senzill campanar d'espadanya d'un sol ull. L'aparell és de reble de peces de pedra llosenca lligades amb fang, a l'arc i bancals de la porta, les peces són travades amb morter de calç. La senzilla estructura d'aquest edifici no dona arguments per a la seva datació, però podria esser anterior al segle xi.

## Història
El lloc de Virós apareix ben documentat durant tota l'edat mitjana. S'esmenta com a parròquia de la vall de Tírvia a l'acta de consagració de la Seu d'Urgell. El 1083 i al 1126 apareix documentat l'alou de Virós. De fet, són notícies esparses que no fan esment a una advocació concreta, ni tan sols de l'església. Sembla que Sant Lliser de Virós fou un capellà de l'església d'Araós. Abandonada, l'any 1985-86 fou restaurada per l'Associació del Patrimoni de la Vall Ferrera.
Es troba a l'indret de les bordes de Virós, a uns 3km del poble d'Araós, per la carretera que puja de Virós.